# Apollo-Theater (Vienne)
L'Apollo-Theater était un théâtre de Vienne, dans le quartier de Mariahilf, converti en cinéma en 1929.

## Histoire
Avant l'Apollo-Theater, il y avait le palais Kaunitz. En 1903, le terrain est acheté par Apollo Building Company, propriété de l'avocat Ludwig Herz. En janvier 1903, Herz demande le permis de construire pour un immeuble résidentiel et commercial ainsi qu'un établissement de divertissement qu'il reçoit dans l'année.
En 1904 apparaît à l'angle de Gumpendorf Strasse avec Kaunitzgasse un complexe de bâtiments de l'architecte Eduard Prandl. En plus d'un hôtel et de trois immeubles d'habitations, il y a l'Apollo-Theater. Le complexe est inauguré le 1er septembre 1904. Le lendemain, Ludwig Herz se suicide en raison de difficultés financières personnelles résultant des spéculations sur les bâtiments.
Sous la direction de Ben Tieber, propriétaire en 1905, l'Apollo devient un théâtre de music-hall qui dépasse rapidement son principal concurrent, le Ronacher, notamment avec des spectacles de nudité. L'ensemble des Folies Bergère et Mata Hari passent à l'Apollo.
Mais à cause de la Première Guerre mondiale, les artistes étrangers ne viennent plus, le music-hall décline. En 1923, Tieber reçoit la permission de convertir l'Apollo en salle de concert. Cependant, il démissionne peu après pour des raisons de santé. Les directeurs qui se succèderont accroîtront le déficit. Après la mort de Tiebert en 1925, ses enfants mineurs héritent de l'Apollo. Leur représentant, l'avocat Richard Preßburger, essaie d'obtenir une concession étendue en 1928, mais sans réponse, l'Apollo ferme. Le 22 décembre 1928, Kiba rachète le théâtre et demande à Carl Witzmann de le transformer en un cinéma qui ouvre l'année suivante.

## Premières (sélection)
- Bruno Granichstaedten : Lolotte (1910)
- Hermann Dostal : Der fliegende Rittmeister (1912)
- Ralph Benatzky : Prinzchens Frühlingserwachen! (1914)
- Bruno Granichstaedten : Walzerliebe (1918)
- Ralph Benatzky : Die tanzende Maske (1918)
- Ralph Benatzky : Apachen! (1920)
- Bruno Granichstaedten : Indische Nächte (1911)

## Source de la traduction
- (de) Cet article est partiellement ou en totalité issu de l’article de Wikipédia en allemand intitulé « Apollo-Theater (Wien) » (voir la liste des auteurs).